# Desert Eagle Observatory
Desert Eagle Observatory (IAU kod 333) – prywatne, amatorskie obserwatorium astronomiczne, położone w pobliżu Benson w Arizonie. Obsługiwane jest przez Williama Kwong Yu Yeunga. Podstawowym celem obserwatorium jest obserwacja oraz odkrywanie planetoid, a także komet, w tym również planetoid bliskich Ziemi (Near Earth Asteroids). Do tej pory obserwatorium odkryło 1732 nowe planetoidy, jednak nie wszystkie zostały już skatalogowane.